# Padborg
Padborg (en alemán: Pattburg) es un pueblo danés perteneciente al municipio de Aabenraa, en la región de Dinamarca Meridional.
Tiene 4393 habitantes en 2016, lo que lo convierte en la tercera localidad más importante del municipio tras Aabenraa y Rødekro.
Es un puesto fronterizo con Alemania y se sitúa en la periferia noroccidental de la ciudad alemana de Flensburgo, 4 km al oeste de Kruså.